# Stadion Pleven
Het Stadion Pleven (Bulgaars: Стадион „Плевен“) is een multifunctioneel stadion in Pleven, een stad in Bulgarije. Het stadion stond vroeger bekend onder de naam Slavi Aleksievstadion.
In het stadion is plaats voor 25.100 toeschouwers. Het stadion werd geopend in 1952. Het stadion wordt vooral gebruikt voor voetbalwedstrijden, de voetbalclub Spartak Pleven maakt gebruik van dit stadion. Met behulp van gemeentesubsidies vonden er in 2012 renovaties plaats om het stadion te moderniseren.

## Interlands
| Voetbalinterlands | Voetbalinterlands | Voetbalinterlands       | Voetbalinterlands | Voetbalinterlands | Voetbalinterlands |
| №                 | Datum             | Wedstrijd               | Uitslag           | Competitie        | Toeschouwers      |
| ----------------- | ----------------- | ----------------------- | ----------------- | ----------------- | ----------------- |
| 1                 | 28 maart 1979     | Bulgarije – Sovjet-Unie | 0–0               | vriendschappelijk | 20.000            |
| 2                 | 29 april 1981     | Bulgarije – Noorwegen   | 1–0               | vriendschappelijk | 9.000             |